# Bougouré (Oula)
Pour les articles homonymes, voir Bougouré.
Bougouré est une localité située dans le département de Oula de la province du Yatenga dans la région Nord au Burkina Faso.

## Santé et éducation
Le village accueille un dispensaire isolé, mais le centre de soins le plus proche de Bougouré est le centre de santé et de promotion sociale (CSPS) de Ziga tandis que le centre hospitalier régional (CHR) se trouve à Ouahigouya.